# Мисгав
Мисгав (ивр. מועצה אזורית משגב‎) — региональный совет в Северном административном округе Израиля, недалеко от Сахнина и Кармиэля.
Совет состоит из 36 общин, некоторые из которых являются небольшими общинными поселениями,в основном с населением менее 1500 человек, некоторые из общим - «обновленные» кибуцы, а шесть общин - бедуинские деревни. Юрисдикция совета составляет около 560 000 дунамов.

## История
Поселения в этом районе начали строиться еще в конце 1970-х и начале 1980-х годов в рамках плана иудаизации Галилеи, который способствовал удовлетворению ряда национальных потребностей, включая размещение еврейских поселений в Галилее, расселение населения страны и расселение иммигрантов. Новые поселения были созданы в трех «блоках»: блоке «Сегев», в который вошли поселения Сегев и Йодфат, основанные в 1960-х годах, блок «Цальмон» и блок «Тефен». 
В конце 1982 года был создан региональный совет «Мисгав», в который вошли поселения блока «Сегев» и некоторые поселения блоков «Цальмон» и «Тефен», которые ранее входили в соседние региональные советы.

## Границы совета
Региональный совет «Мисгав» ограничен следующими административными единицами:
- С севера: Ярка, Джулис и региональный совет Маале-Йосеф
- С востока: региональный совет Мером-ха-Галиль
- С юга: региональный совет Эмек-Изреэль
- С запада: Акко и долина Звулун

## Население
По статистическим данным Центрального статистического бюро Израиля население регионального совета на 2024 год составляет 31 084 человек.

## Название
Мисгав ивр. משגב‎ — крепость, опора, твердыня.
Совет был назван в соответствии с цитатой из «Истории войны евреев с римлянами» Иосифа Флавия, описывающей завоевание Йодфата (который был первым поселением в региональном совете в современную эпоху):
Потому что это место — сильная твердыня в Галилее
.